# Црвени-Крст (община)
Црвени Крст (серб. Црвени Крст) — община в Сербии, входит в Нишавский округ.
Население общины составляет 34 062 человека (2007 год), плотность населения составляет 196 чел./км². Занимаемая площадь — 174 км², из них 74,3 % используется в промышленных целях.
Административный центр общины — город Црвени Крст. Община Црвени Крст состоит из 24 населённых пунктов, средняя площадь населённого пункта — 7,3 км².

## Статистика населения общины
| Год  | Население, чел. |
| ---- | --------------- |
| 1991 | нет данных      |
| 2001 | нет данных      |
| 2002 | нет данных      |
| 2003 | нет данных      |
| 2004 | нет данных      |
| 2005 | 33 847          |
| 2006 | 34 016          |
| 2007 | 34 062          |